# Stilbus cinctus
Stilbus cinctus is een keversoort uit de familie glanzende bloemkevers (Phalacridae). De wetenschappelijke naam van de soort werd in 1903 gepubliceerd door Charles Adolphe Albert Fauvel.